# Melinda mingshanna
Melinda mingshanna är en tvåvingeart som beskrevs av Feng 2003. Melinda mingshanna ingår i släktet Melinda och familjen spyflugor. Inga underarter finns listade i Catalogue of Life.